# Georg Arends
Georg Adalbert Arends (* 21. September 1863 in Essen, Rheinprovinz; † 5. März 1952 in Wuppertal) war ein deutscher Pflanzenzüchter und Gärtner. Sein offizielles botanisches Autorenkürzel lautet „Arends“.

## Leben und Wirken
Arends züchtete etliche neue Blumensorten, insbesondere Stauden und war Mitbegründer der Organisation des modernen Gartenbaus. Im Wuppertaler Stadtteil Ronsdorf gründete er 1888 die Kunst- und Handelsgärtnerei Staudengärtnerei Arends, die sich auf die Züchtung und Kultivierung von Stauden spezialisierte und damit die erste und älteste deutsche Staudengärtnerei ist. Arends starb 1952 in Wuppertal-Ronsdorf.
In der Gärtnerei fanden weltbekannte Züchtungen, die sich auch 100 Jahre danach noch im Sortiment des Handels befinden, ihren Ursprung. Bekannt sind seine „Astilbe-Arendsii“-Hybriden, sprich Purpurlanzen, die nach ihm benannt wurden und in vielen deutschen Gärten vertreten sind.

## Werke
- Unsere Freiland-Laubgehölze: Anzucht, Pflege und Verwendung aller bekannten in Mitteleuropa im freien kulturfähigen Laubgehölze. 2., gänzlich umgearb. und verm. Auflage. Hölder-Pichler-Tempsky, Wien 1922, doi:10.5962/bhl.title.45906, doi:10.5962/bhl.title.32616
- Mein Leben als Gärtner und Züchter. Ulmer Verlag, Stuttgart 1951, 179 S. (= Grundlagen und Fortschritte im Garten- und Weinbau, Heft 91)